# Conselho de Saúde Sul-Americano
Esquema em espanhol da estrutura institucional da Unasul-Saúde.
O Conselho da Saúde Sul-Americano (CSS ou Unasul-Saúde) é um órgão da União de Nações Sul-Americanas (Unasul) criado e aprovado dia 16 de dezembro de 2008 que reúne ministros da área de saúde dos estados membros para elaborar programas regionais na área de saúde pública a serem financiados conjuntamente pelo bloco sul-americano,para coordenar a política energética da Unasul.